# 石黒耀
石黒 耀（いしぐろ あきら、1954年 - ）は、日本の小説家・内科医。ペンネームは黒曜石からとったものである。

## プロフィール
広島県生まれで小・中・高と兵庫県で育つ。少年時代から火山に魅了される。
宮崎医科大学（現・宮崎大学医学部）卒。現在は大阪府で内科勤務医をしている。
名刺には「夢想家」と記載してありかなりロマンチストな面がうかがえるが、日本地震学会の「子ども地震火山サマースクール」にボランティアで参加するなど情熱的な側面もある。

## 著書
- 死都日本　2002年9月、講談社。2007年10月、講談社ノベルス。2008年11月、講談社文庫。

霧島噴火を扱った処女作。メフィスト賞受賞、日本地質学会表彰、宮沢賢治賞奨励賞(2005年)。
- 震災列島 2004年10月、講談社。2010年1月、講談社文庫。

東海地震を題材とした災害小説。日本地質学会表彰。吉川英治文学新人賞候補。
- 昼は雲の柱 2006年11月、講談社。2011年5月、講談社文庫（『富士覚醒』と改題）。

富士山噴火を題材。
- 樹の上の忠臣蔵 2007年12月、講談社。2011年12月、講談社文庫（『忠臣蔵異聞 家老大野九郎兵衛の長い仇討ち』と改題）。

## 漫画化
- 『死都日本』は2008年に、石黒の監修の元で『カグツチ』のタイトルで漫画化された（詳細は当該項目を参照）。
- 『昼は雲の柱』も同じく2008年に『SECTOR COLLAPSE -富士山崩壊-』（作画：光原伸、監修：小山真人、集英社）のタイトルで漫画化されている。
- 『震災列島』の漫画版は2005年に講談社の『週刊現代』にて連載されたが、単行本化はされていない。